# ريتشارد هاولاند هنت
ريتشارد هاولاند هنت (بالإنجليزية: Richard Howland Hunt) هو مهندس معماري أمريكي، ولد في 14 مارس 1862 في باريس في فرنسا، وتوفي في 12 يوليو 1931 في مانهاتن في الولايات المتحدة.